# 林進昌
林進昌，台灣木雕藝術家，現居於苗栗縣三義鄉。

## 簡介
林進昌當初考上淡江大學土木工程系後，讀了一學期休學去學習佛具木工，並遷居三義投入藝術創作，作品多以市井小民為創作題材，擅長刻劃人物神情，在1997年曾以打火英雄主題系列創作，獲得裕隆藝文季第一屆木雕金質獎首獎，後來更被國立台灣工藝研究發展中心肯定，列定為工藝之家。
2002年時，林進昌轉型經營民宿「札木工坊」，同時推廣木雕DIY教學，以樹枝為材料的DIY木偶包，讓從來沒有接觸過木雕的人，也可以簡易組裝，但現今民宿已經轉手，只保留經營DIY部分。

## 展演記錄
- 1998年　三義木雕博物館首次個展
- 1999年　台北國際藝術博覽會展
- 1999年　花蓮國際石雕藝術季「國際雕刻工藝大展」
- 2000年　台中市文化局 木雕三人展
- 2000年　台北國際藝術博覽會展出
- 2001年　總統府藝廊－木雕工藝展
- 2001年　行政院辦公室空間美化－木雕工藝展
- 2002年　彰化文化局 木雕三人展
- 2002年　圓山大飯店木雕聯展
- 2003年　「環境中的人心VS.人心中的環境」三義現代木雕的二十一種表現聯展
- 2004年　華山藝文特區聯展
- 2006年　總統府「當代木雕的工藝精神展」聯展
- 2007年　行政院「當代木雕的工藝精神「匠心獨運」聯展

## 得獎記錄
- 1997年　第3屆台南市美展雕塑類優選
- 1997年　第6屆裕隆藝文季
- 1997年　第1屆木雕金質獎首獎
- 1999年　台灣區木雕創作比賽優選
- 1999年　第8屆裕隆藝文季
- 1999年　第3屆木雕金質獎入選
- 2000年　第3屆府城傳統民間傳統木雕第一名
- 2000年　原住民木雕比賽佳作
- 2000年　國立臺灣工藝研究所第8屆臺灣工藝設計競賽入選
- 2001年　第5屆木雕金質獎入選
- 2002年　台灣區木雕創作比賽第三名
- 2003年　林務局全國漂流木木雕比賽第三名

## 資料來源
- 國立台灣工藝研究發展中心-林進昌[永久]
- 台灣工藝生活美學概念館-林進昌[永久]